# 石勒苏益格公国

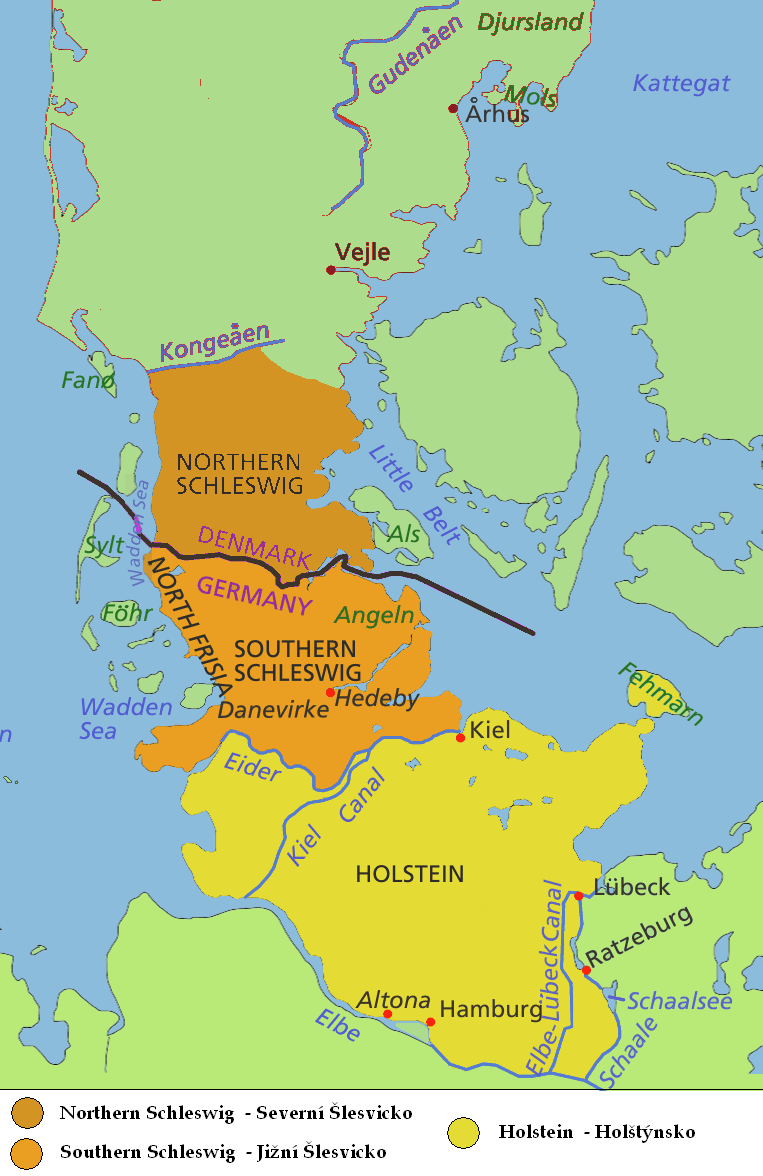
石勒蘇益格
荷爾斯泰因

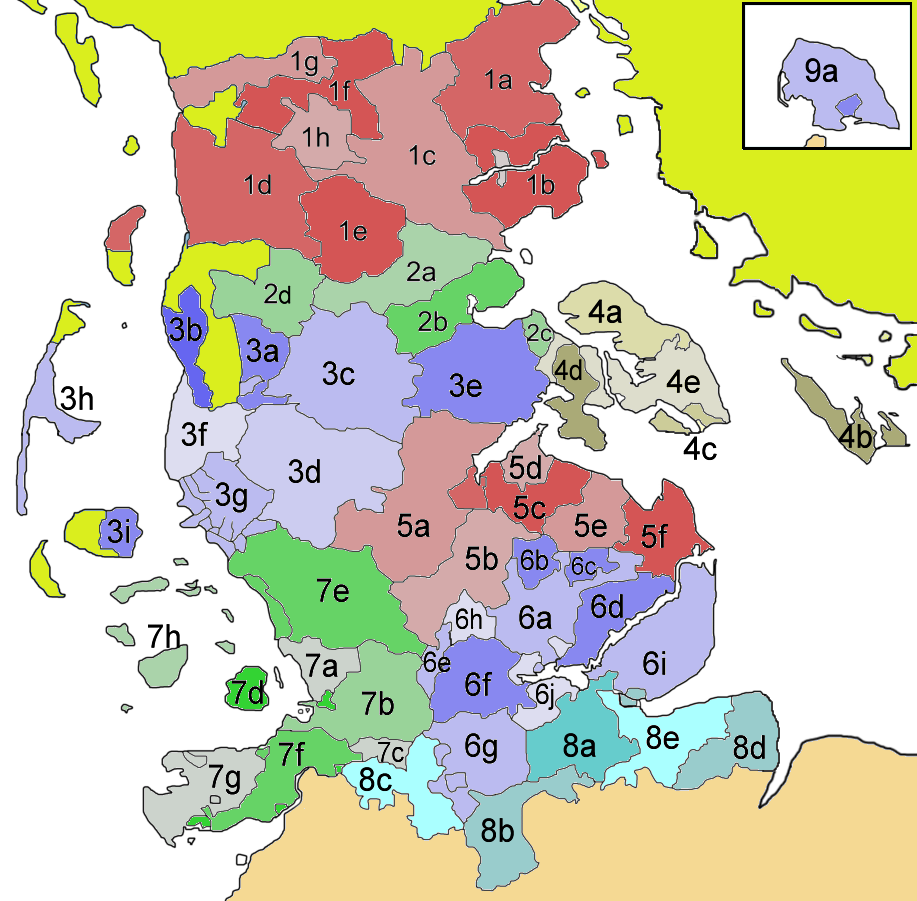
1864年石勒蘇益格的行政区。

石勒苏益格（丹麥語：Hertugdømmet Slesvig； 低地德语：Sleswig；北弗里斯兰语：Slaswik）位於德國和丹麥的邊界以北約60公里和以南約70公里的範圍。該地區的傳統意義在於北海和波羅的海之間的貨物轉運，將通過俄羅斯的貿易路線與沿著萊茵河和大西洋海岸的貿易路線相連接（參見基爾運河）。
11至12世纪时，石勒苏益格是一个丹麦的公国。到了15世纪，采邑与姻亲令它与德意志公国荷尔斯泰因关系亲近。前者一直隶属丹麦，后者则属神圣罗马帝国。于是，到了19世纪，因为民族国家的兴起，德丹一直有领土争议。1460年，石勒苏益格公国与丹麦王国建立共主邦聯，在1864年前是丹麦的封地。1864年，普鲁士王国和奥地利帝国发动普丹战争，击败丹麦，共同占领石勒蘇益格与荷爾斯泰因两地。1866年，普军在普奥战争击败奥地利，夺取两地，戰爭勝利後成立北德意志邦联。1920年，德国战败后，经过公投，石勒苏益格的北部归于丹麦，成為現在丹麥的南丹麦大区南日德蘭郡，南部归于德国的石勒苏益格-荷尔斯泰因邦。

## 请参看
- 石勒苏益格-荷尔斯泰因
- 日德兰半岛